# Saint-Jean-d'Ardières
Saint-Jean-d'Ardières är en kommun i departementet Rhône i regionen Auvergne-Rhône-Alpes i östra Frankrike. Kommunen ligger i kantonen Belleville som tillhör arrondissementet Villefranche-sur-Saône. År 2018 hade Saint-Jean-d'Ardières 4 859 invånare.

## Befolkningsutveckling
Antalet invånare i kommunen Saint-Jean-d'Ardières
| Referens: INSEE |